# Christa Fast
Christa Fast (* 6. April 1942; † 1. Juni 2006) war eine deutsche Schauspielerin und Hörspielsprecherin.

## Leben
Fast studierte Englisch und Französisch sowie an der Folkwang Universität der Künste in Essen Schauspiel. Sie hatte mehrere Auftritte in Celle, Krefeld, Frankfurt, Bonn und Köln und wurde als Hörspielsprecherin aktiv. Zudem trat sie beim Bread and Puppet Theater als Puppenspielerin auf.
Gemeinsam mit ihrem Partner Conny Plank gründete sie 1974 das Tonstudio Connys Studio in Neunkirchen-Wolperath bei Köln. Dort betreute Fast ihre Familie und die internationalen Gäste. Durch die Arbeit kamen Kontakte und Freundschaften mit zahlreichen Musikern und Bands wie Can, Ultravox, Eurythmics, Annie Lennox, Kraftwerk, Brian Eno, Cluster, Annette Humpe, Band Ideal und Gianna Nannini zustande. Mit Annie Lennox und Annette Humpe verband sie eine enge Freundschaft. Nach Planks Tod am 5. Oktober 1987 führte sie das Studio mit dem gemeinsamen Sohn Stephan Plank weiter.
In den 1990er Jahren wurde sie als Schauspielerin für deutsche Fernsehfilme und Serien angefragt. Anfang 2006 musste sie krankheitsbedingt ihre Tätigkeiten aufgeben und im Mai 2006 das Studio verkaufen.

## Filmografie
- 1994: Die Wache (Fernsehserie; Folge Verzweiflungstaten)
- 1995: Jede Menge Leben (Fernsehserie; Folge Rückzug)
- 1998: Der Commissioner – Im Zentrum der Macht
- 1999: Stadtklinik (Fernsehserie; Folgen: Freundinnen und andere Monster und Die Ernennung)
- 1999: Ich liebe meine Familie, ehrlich (Fernsehfilm)
- 1999: Tach, Herr Dokter! – Der Heinz-Becker-Film
- 2000: Der Krieger und die Kaiserin
- 2000: Ritas Welt (Fernsehserie; Folge Skandal im Supermarkt)
- 2001: Alles Atze (Fernsehserie; Folge Herz ist Trumpf)
- 2002: Morgenstund (Kurzfilm)
- 2004: Ina & Leo (Fernsehserie; Folge Der letzte Tango)

## Hörspiele
Autorin:
- 1987: Balladen, Märchen, Melodramen: Der Drache und die Prinzessin (auch Sprecherin) – Regie: Nicht angegeben (Kurzhörspiel – Can Studio/Conny's Studio)
- 1989: Die Nixe. Musikalisches Märchen (auch Sprecherin/Musik: Singstimme) – Regie: Holger Czukay (Hörspiel – SR/BR)

Sprecherin:
- 1982: Hubert Wiedfeld: Das tote Herz (w1) – Regie: Hans Gerd Krogmann (Original-Hörspiel – WDR/NDR/SR)
- 1983: John Richard Wright: Die Schuld (Telefonistin) – Regie: Werner Klein (Kriminalhörspiel – WDR)
- 1987: Hubert Wiedfeld: Das Ende des Schlittenbaus. Radiostück in fünf Teilen – nebst einer Opéra Sinistre (Leonora) – Regie: Norbert Schaeffer (Kriminalhörspiel – RB/DLF/WDR)
- 1987: Heloisa Bauab: Nocturne für zwei Stimmen (Frauenstimme 1) – Regie: Norbert Schaeffer (Originalhörspiel – WDR)
- 1987: Arnaldo Calveyra: Die Begegnung zwischen dem Weizen und dem Mais (Weiße Viper/Frau) – Bearbeitung und Regie: Norbert Schaeffer (Hörspiel – SR/RB)
- 1988: Volker Erbes: Penelope (1. Mädchen/Circe) – Regie: Norbert Schaeffer (Hörspiel – RB/SR/SWF)
- 1990: Uccio Esposito-Torrigiani: Im toten Flügel (Frau) – Regie: Norbert Schaeffer (Hörspiel – SR/WDR)
- 1998: Horst Bieber: Kaltschnäuzig (Tante) – Regie: Angeli Backhausen (Originalhörspiel, Kriminalhörspiel – WDR)

## Publikationen
- 1992: Die Nixe/The Mermaid (unter Mitwirkung von Annette Humpe (Songwriterin und Gesang), Bela B (Erzähler und Gesang), Annie Lennox (Gesang und Bearbeitung) und Peter Gabriel (Gesang)); CD: Roof Music, 2001[3][4]